# Witvoorhoofdkapucijnaap
De witvoorhoofdkapucijnaap (Cebus albifrons)  is een zoogdier uit de familie van de kapucijnapen en doodshoofdaapjes (Cebidae). De wetenschappelijke naam van de soort werd voor het eerst geldig gepubliceerd door Alexander von Humboldt in 1812.

## Voorkomen
De soort komt voor in Venezuela, Colombia, Ecuador, Peru, west-Brazilië en Bolivia.

## Ondersoorten
- Cebus albifrons albifrons – (Humboldt, 1812) – Komt voor ten noorden van de Amazone-rivier, ten oosten van de Rio Putumayo en ten westen van de Rio Branco, in noordwestelijk Brazilië, Colombia en zuidelijk Venezuela.
- Cebus albifrons aequatorialis – (J. A. Allen, 1914) – Komt voor in westelijk Ecuador en noordwestelijk Peru.
- Cebus albifrons cesarae – (Hershkovitz, 1949) – Komt voor in noordelijk Colombia, in de Rio Cesar-vallei.
- Cebus albifrons cuscinus – (O. Thomas, 1901) – Komt voor in noordwestelijk Bolivia en zuidelijk Peru, ten zuiden van de Rio Purus.
- Cebus albifrons leucocephalus – (J. E. Gray, 1866) – Komt voor in noordoostelijk Colombia en noordwestelijk Venezuela, in de Sierra de Perijá en rond het meer van Maracaibo.
- Cebus albifrons malitiosus – (Elliot, 1909) – Komt voor in noordelijk Colombia, in de Sierra Nevada de Santa Marta.
- Cebus albifrons unicolor – (Spix, 1823) – Komt voor ten zuiden van de Amazone-rivier, ten westen van de Tapajós, in westelijk Brazilië en noordoostelijk Peru.
- Cebus albifrons versicolor – (Pucheran, 1845) – Komt voor in Colombia, langs de centrale Magdalena-rivier.
- Cebus albifrons yuracus – (Hershkovitz, 1949) – Komt voor in noordwestelijk Brazilië, zuidelijk Colombia, oostelijk Ecuador, noordoostelijk Peru, van de Rio Putumayo tot de Rio Pachitea, ten westen van de Rio Ucayali.

Sommige auteurs rekenen alle ondersoorten als aparte soorten.